# 上村镇
上村镇，是中华人民共和国山西省长治市屯留区下辖的一个乡镇级行政单位。

## 行政区划
上村镇下辖以下地区：
上村、曲庄村、王庄村、积石村、西泼村、小河北村、岭上村、南岗村、中华村、小南村、呈寺村、司徒村、西至河村、辛东村、辛西村、岗头村、张家庄村、东崔村、崔邵村和宋杜村。